# Sugmina
Sugmina (engelska: limpet mine) är en sjömina med magnetfästanordning. Namnet kommer av att de likt skålsnäckor (där limpet ingår) har en förmåga att suga sig fast. Minans storlek kan med 10 kilos trotyl-laddning ha storleken av en resväska.